# جيان (لاعب كرة قدم)
جيان رافاييل فانديريلي موريرا  (بالبرتغالية: Jean Raphael Vanderlei Moreira) و الذي يعرف بـ جيان، هو لاعب كرة قدم برازيلي، من مواليد 24 يونيو 1986 في مدينة كامبو غراندي في البرازيل. لاعب سابق لنادي ساو باولو البرازيلي. ويلعب حاليا لصالح نادي فلومينينسي البرازيلي منذ 2012 في مركز الوسط المدافع.

## روابط خارجية
- جيان على موقع الاتحاد الدولي (مؤرشف)  (الإنجليزية)
- جيان على موقع قاعدة بيانات كرة القدم.إي يو (الإنجليزية)
- جيان على موقع ناشيونال فوتبول تيمز (الإنجليزية)
- جيان على موقع Soccerway.com (الإنجليزية)
- جيان على موقع عالم كرة القدم.نت (الإنجليزية)
- جيان على موقع AS.com (الإسبانية)